# 田中政男
田中 政男（たなか まさお、1936年8月21日 - 2005年7月）は日本の牧師、巡回伝道者、浜松インターナショナルスクール理事長を務めた。

## 経歴
- 1936年8月21日 愛知県名古屋市生まれ
- 1954年 新城教会（滝元明師）でキリスト教の洗礼を受ける
- 1960年～ 静岡県佐久間町浦川（現在、浜松市に併合）で、製材所で働きながら、キリスト教の開拓伝道を始め、北遠教会を設立する。その後、水窪教会（静岡県水窪町大里）、遠州中央浜北教会（静岡県浜北市豊保）を設立する。3つの教会の牧師の傍ら、日本国内および世界各地に赴き、福音を分かりやすく語る巡回伝道者として活躍する。
- 1970年 滝元明と共に全日本リバイバルクルセードを始める
- 1993年 全日本リバイバルミッション、甲子園ミッションで滝元明と共にメインスピーカーとしてメッセージを語る。
- 2004年 遠州中央浜北教会内に浜松インターナショナルスクールを開設
- 2005年7月 召天
- 2005年7月7日 田中進師（三男）、田中恒喜師（四男）が北遠教会、水窪教会、遠州中央浜北教会の牧師として就任する。

## 著書
- 『百円玉に誘われて』（いのちのことば社）
- 『祈らないことは最大の損失』

他